# Amy Lennox
Amy Florence Lennox (15 agosto 1986) è un'attrice scozzese.

## Biografia
Attiva prevalentemente in campo teatrale, Amy Lennox ha fatto il suo esordio sulle scene londinesi nel 2009, quando è stata scelta per interpretare Margot e fare da sostituta per la protagonista nel musical Legally Blonde in scena al Savoy Theatre.
Nel 2011 è tornata sulle scene londinesi nel musical Soho Cinders, mentre l'anno successivo ha recitato in una tournée britannica del musical di Dolly Parton 9 to 5. Nel 2015 ha recitato accanto a Fra Fee nella prima nordirlandese di The Last Five Years a Belfast e nell'autunno dello stesso anno è tornata a recitare a Londra nella prima inglese di Kinky Boots; per la sua interpretazione del ruolo di Lauren ha ricevuto una candidatura al Laurence Olivier Award alla migliore attrice non protagonista in un musical.
Nel 2016 ha recitato con Michael C. Hall nel musical di David Bowie Lazarus in scena a King's Cross, mentre tra il 2019 e il 2021 ha interpretato la dottoressa Chloe Goddard in cento episodi della soap opera Holby City. Nel 2022 è tornata a recitare con Fra Fee interpretando la protagonista Sally Bowles nel musical Cabaret al Playhouse Theatre di Londra, mentre nel 2024 recita con Sheridan Smith e Benjamin Walker in Opening Night al Gielgud Theatre.
È sposata con Andrew Hargreaves, suo collega in 9 to 5, dal 2021.

## Filmografia

### Cinema
- Non lasciarmi (Never Let Me Go), regia di Mark Romanek (2010)
- Wrong Turn 5 - Bagno di sangue (Wrong Turn 5: Bloodlines), regia di Declan O'Brien (2015)

### Televisione
- Shetland - serie TV, episodi 4x1 e 4x5 (2018)
- Holby City - serie TV, 100 episodi (2019-2021)